# Het Heksenuur
Het Heksenuur is het eerste deel van de boeken-serie De Mayfair Heksen, geschreven door Anne Rice. Deze serie gaat over de geest Lasher die via dertien generaties Mayfair heksen probeert om een lichaam te verkrijgen en die uiteindelijk doorkomt als een Taltos, ofwel een soort superras.

## Samenvatting van het boek
Deirdre Mayfair, de heersende Heks van de Mayfair-familie ligt op sterven. De geesteszieke Deirde zit al jaren, zonder een woord te zeggen op de veranda van het Mayfair-huis in First Street, New Orleans. Ze wordt verzorgd door haar oudtante Carlotta, terwijl haar dochter Rowan Mayfair in Californië woont, als pleegdochter van Ellie Mayfair, een verre nicht van Deirdre. Rowan kent haar moeder niet, en heeft aan haar pleegmoeder beloofd nooit de Mayfair-familie in New Orleans op te gaan zoeken. Rowan heeft bovennatuurlijke krachten, waarmee ze de dood van enkele mensen heeft veroorzaakt. Ze heeft echter tevens grote genezende krachten, en werkt als chirurg in een ziekenhuis. Ze is een eenling, die het liefst met haar boot op de zee rondzwerft. Daar heeft ze Michael Curry van de verdrinkings-dood gered. Deze ontdekt hierna dat hij een visionaire gave heeft overgehouden aan zijn doodservaring.
Als Rowan en Michael elkaar nogmaals ontmoeten ontstaat er direct een gepassioneerde liefdesrelatie tussen hen. Toch neemt Michael spoedig afscheid van haar omdat zijn visioenen hem naar een oud herenhuis in zijn geboorteplaats New Orleans lokken. Daar wordt hij opgevangen door Aaron Lightner, die werkt voor de Talamasca, een zeer oude organisatie die onderzoek doet naar bovennatuurlijke zaken. Deze vertelt hem dat hij aanvankelijk met name geïnteresseerd was in Michaels visionaire gaven en hem wilde introduceren bij de Talamasca, maar dat hij nu met name interesse heeft in zijn contact met Rowan, de erfgenaam van de Heksenfamilie Mayfair. Terwijl Deirdre sterft en Rowan hiervan op de hoogte wordt gebracht leest Michael het Talamasca-dossier over de Mayfair-heksen. Dit beschrijft de eeuwenoude geschiedenis van de familie die drie continenten en twaalf generaties omspant. Hij leest bovendien over de demon Lasher, en de veelal dodelijke contacten van de Talamasca met de Mayfairs.
In 1669 wordt Suzanne Mayfair in de Schotse Hooglanden als Heks verbrand. Pyter van Abel, een man van de Talamasca ziet in de velden een geest staan, die naar Suzanna’s twaalfjarige dochter Deborah staart. Pyter neemt Deborah mee naar Amsterdam, waar het Heksenkind enige tijd onderdak vindt in het Moederhuis van de Talamasca. Als Pyter de krachtige demon Lasher ontmoet, waarschuwt hij Deborah voor het gevaar van de verbintenis tussen Lasher en de Mayfair-familie. Voordat Deborah het genootschap verlaat om met een Franse edelman te trouwen, raakt ze zwanger van Pyter. Twintig jaar later is Pyter in het Franse Mont-cleve, waar Deborah als Heks wordt verbrand. Hierbij toont de demon zijn macht door een storm te veroorzaken waarbij vele mensen op het plein dodelijk worden getroffen. Ook Pyter kan het niet laten om wraak te nemen en vermoordt de inquisiteur. Hierna volgt hij zijn ‘dochter’ Charlotte Mayfair naar de Nieuwe Wereld. Deze verleidt hem en raakt zwanger van hem, waarna hij door Lasher wordt gedood.
Charlottes dochter Jeanne-Louise is de nieuwe Heks van de Mayfair-familie, en na haar dood draagt haar dochter Angelique de Mayfair-smaragd. Hierna volgt Marie-Claudette, onder wier ‘bewind’ de inmiddels steenrijke familie naar Louisiana verhuist. Haar derde dochter Marguerite blijkt de volgende ‘heersende’ heks van de Familie te zijn, waarna Katherine volgt, die een dochter krijgt van haar broer Julien; Mary-Beth. Monsieur Julien en Mary-Beth zijn de laatste ‘grote’ Heksen van de familie. Hun dochter Stella wordt op vroege leeftijd vermoord door haar broer, waarna Stella’s dochter Antha en kleindochter Deirdre door Mary-Beths oudste dochter Carlotta worden verzorgd. Beide zijn niet goed gewapend tegen de demonische invloed van Lasher, die zich steeds verbindt met de Mayfair-erfgenaam en wiens macht groeit. Na de dood van de geesteszieke Deirdre wordt Rowan Mayfair als nieuwe erfgenaam en dertiende heks geconfronteerd met Lasher.
Rowan leert bij de begrafenis van Deirdre haar familie kennen en hoort daar dat zij de erfgenaam van de steenrijke Mayfair-familie is. Vervolgens heeft ze in het Mayfair-huis een confrontatie met Carlotta, die haar vertelt over Lasher en haar pogingen om de keten tussen de demon en de familie te verbreken. Nadat Rowan begrijpt welk offer haar moeder hiervoor heeft moeten brengen doodt ze Carolotta met haar krachten. De demon houdt zich ondertussen stil, al weet Rowan, die inmiddels een aanvaring met Lasher heeft gehad in het vliegtuig, dat hij ooit haar zal benaderen. Samen met Michael gaat ze in het Mayfair-huis wonen, tot groot genoegen van de Mayfair-familie. Deze zijn tevens verrukt over Michaels restauratie van het huis, en over Rowans plannen betreffende Medisch Centrum May-fair. Michael en Rowan ontdekken dat de geheimen van de familie bij sommige familieleden onbekend zijn, door sommige ontkend worden, en door enkele ouderen angstvallig verzwegen worden.
Als Michael een poosje naar Californië gaat, wordt de zwangere Rowan meerdere malen bezocht door Lasher, die haar zijn liefde geeft en haar vertelt over zijn reïncarnatie-plannen. Rowan is zeer gefascineerd door Lasher en denkt dat ze controle over hem heeft. Als Lasher echter vervolgens bezit neemt van haar kind en een vroegtijdige geboorte afdwingt, waarna het kind razendsnel groeit, verliest Rowan alle controle. Ze is volledig uitgeput van de bevalling en kan zelfs de teruggekeerde Michael niet redden. Lasher neemt Rowan mee, en Michael wordt met spoed opgenomen in het ziekenhuis. De familie zwijgt over de gebeurtenissen, ook als Michael in zijn eentje terugkeert naar het Mayfair-huis, in de hoop dat Rowan ooit zal terugkeren.